# Club Balonmano Valladolid
Il Club Balonmano Valladolid è stata una squadra di pallamano spagnola avente sede a Valladolid.

Disputa le proprie gare interne presso il Polideportivo Huerta del Rey di Valladolid il quale ha una capienza di 3.502 spettatori.

## Storia
È stata fondata nel 1975.

Nella sua storia ha vinto 2 Coppe del Re, 1 Coppa ASOBAL e 1 Coppa delle Coppe.

Nel 2014, dopo la retrocessione in Division de Plata, è stata annunciata la dissoluzione del club
Nell'estate dello stesso anno però è stato fondato il BM Atletíco Valladolid, per mantenere la tradizione pallamanistica nella città.

## Palmarès

### Titoli nazionali
- Coppa del Re: 2
  - 2004-05, 2005-06
- Coppa ASOBAL: 1
  - 2002-03

### Titoli internazionali
- Coppa delle Coppe: 1
  - 2008-09